# Phellopteron mrazi
Phellopteron mrazi är en tvåvingeart som beskrevs av Hradsky 1968. Phellopteron mrazi ingår i släktet Phellopteron och familjen rovflugor. Inga underarter finns listade i Catalogue of Life.